# Марше (Эна)
Марше́ (фр. Marchais) — коммуна во Франции, находится в регионе Пикардия. Департамент коммуны — Эна. Входит в состав кантона Гиньикур. Округ коммуны — Лан.
Код INSEE коммуны — 02457.

## Население
Население коммуны на 2010 год составляло 379 человек.
| 1962 | 1968 | 1975 | 1982 | 1990 | 1999 | 2010 |
| ---- | ---- | ---- | ---- | ---- | ---- | ---- |
| 374  | 392  | 343  | 384  | 364  | 381  | 379  |

## Экономика
В 2010 году среди 242 человек трудоспособного возраста (15—64 лет) 182 были экономически активными, 60 — неактивными (показатель активности — 75,2 %, в 1999 году было 72,1 %). Из 182 активных жителей работали 153 человека (85 мужчин и 68 женщин), безработных было 29 (11 мужчин и 18 женщин). Среди 60 неактивных 8 человек были учениками или студентами, 28 — пенсионерами, 24 были неактивными по другим причинам .